# Ва-Эль, Исаак Атиш
Исаак Атиш Ва-Эль (араб. اسحق آتش وائل‎; Пустой шаблон {{ВД-Преамбула}} ) — кувейтский пловец, участник летних Олимпийских игр 1984 года в Лос-Анджелесе.

## Спортивная биография
В 1984 году  Исаак Атиш Ва-Эль принял участие в летних Олимпийских игр 1984 года в Лос-Анджелесе. 29 июля кувейтский пловец принял участие в соревнованиях на 100-метровке брассом. На предварительной стадии Ва-Эль стартовал в 7-м заплыве. Половину дистанции кувейтский спортсмен проплыл за 35,85, отстав от всех своих соперников более чем на 3 секунды. Вторую половину дистанции Ва-Эль проплыл ещё слабее, показав на второй 50-метровке результат 40,66 с. На финише результат кувейтца составил 1:16,51, уступив занявшему 7-е место исландцу Арни Сигурдсону 7,59 с, а финишировавшему первым с новым олимпийским рекордом американцу Джону Моффету 14,35 с. По итогам всех заплывов Ва-Эль занял 49-е место, попав в число трёх спортсменов, показавших на этой дистанции худший результат. При этом Ва-Эль уступил 3,5 секунды своему партнёру по сборной Ахмаду Аль-Хадуду.